# ماكس تيشلر
ماكس تيشلر (بالإنجليزية: Max Tishler)‏ هو عالم أمريكي في مجال كيمياء عضوية، تخمر (كيمياء حيوية) ولد في 1906 في بوسطن، اشتهر بعمله في فيتامين ب2، كورتيزون، بنسلين حائز على جائزة قلادة العلوم الوطنية الأمريكية، قلادة بريستلي.

## وصلات خارجية
- الموقع الرسمي لجائزة قلادة العلوم الوطنية الأمريكية